# Museo di Piccardia

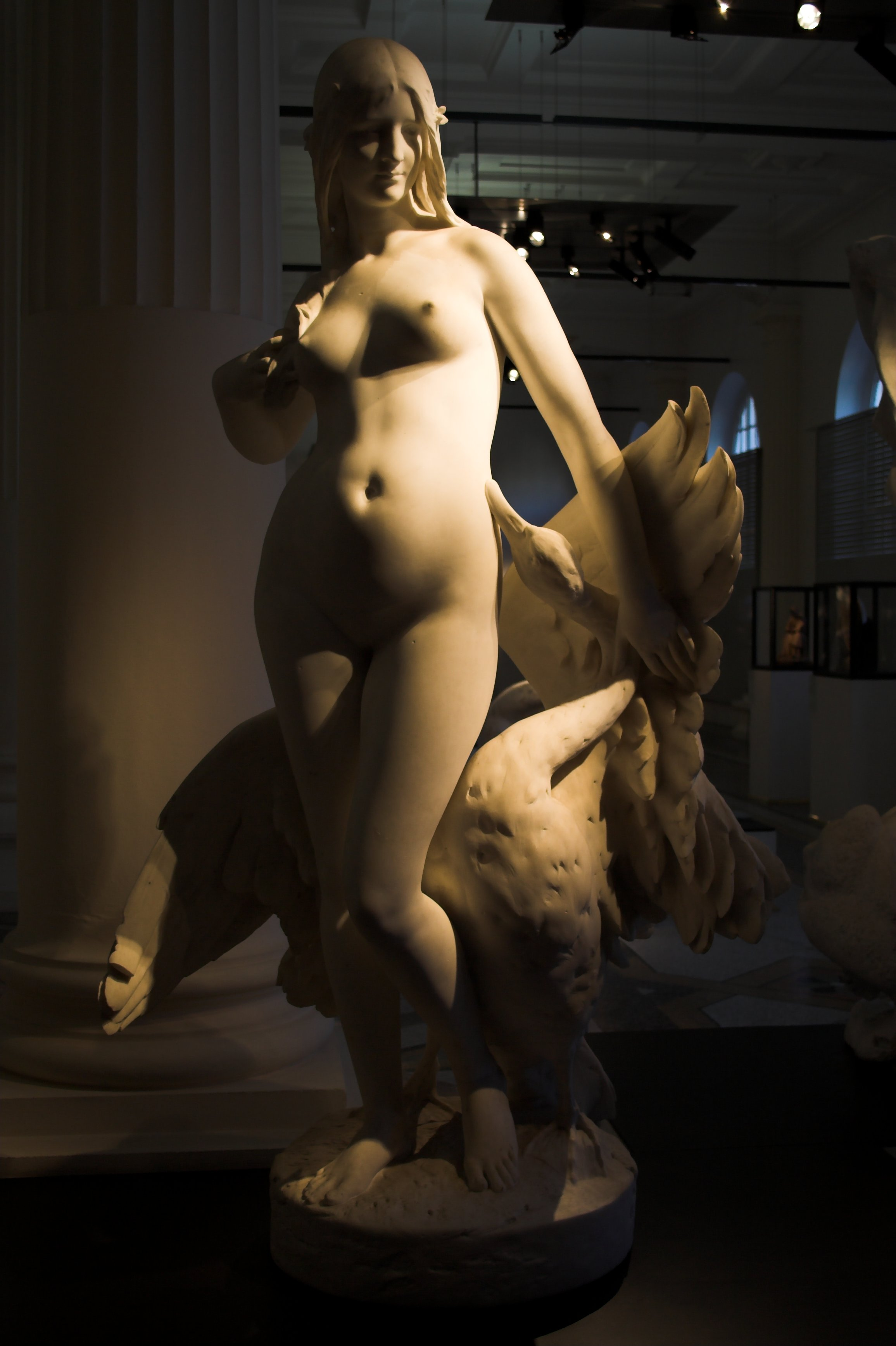
Leda e il cigno di Jules Roulleau.

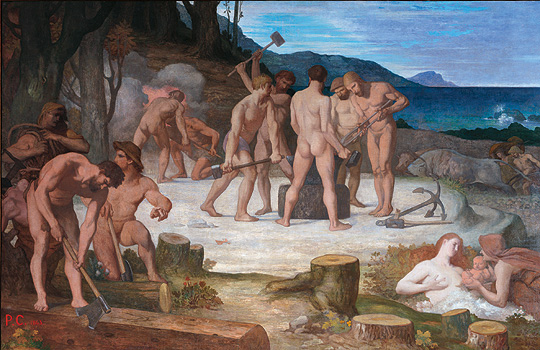
Opera, di Pierre Puvis de Chavannes, 1863.

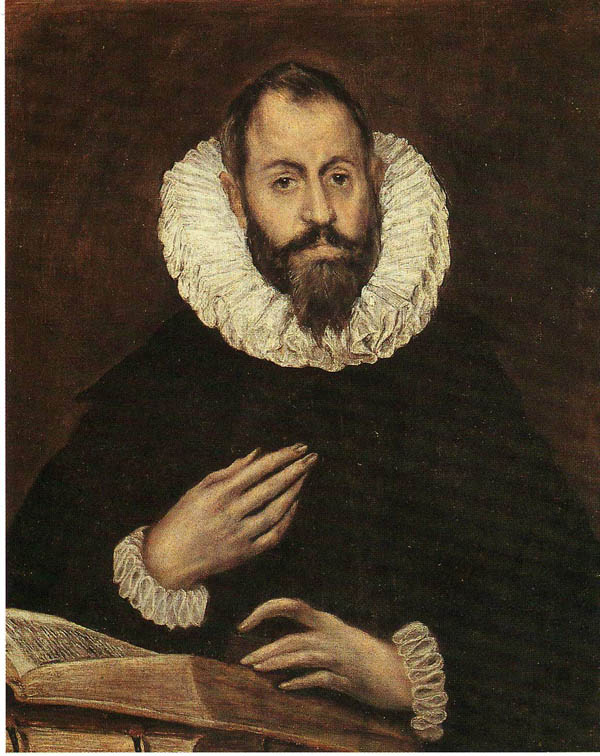
Ritratto di uomo, El Greco, 1600-10 circa.

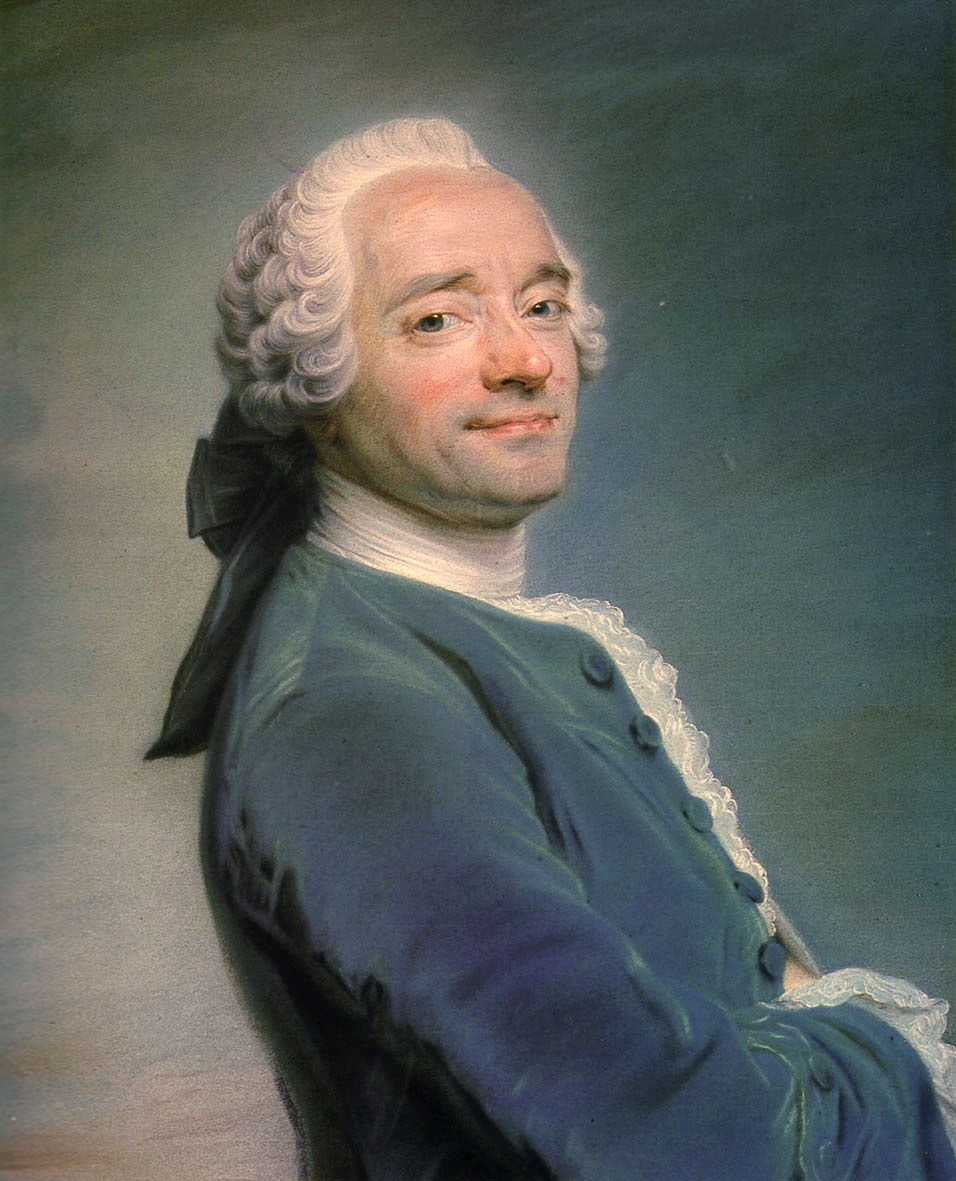
Autoritratto, Maurice Quentin de La Tour, 1751 circa.

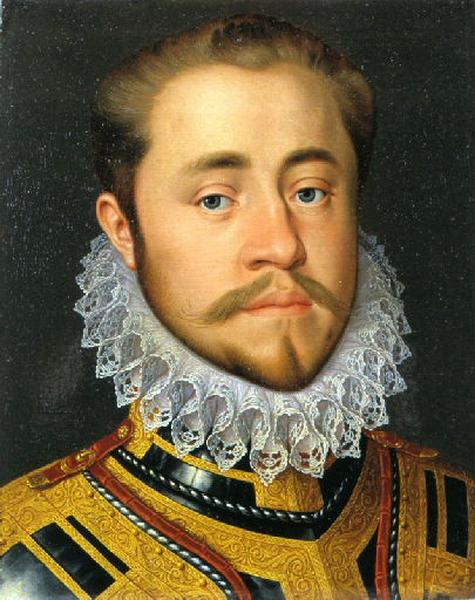
Portrait d'un jeune seigneur cuirassé, Pieter Pourbus, olio su tavola, seconda metà del XVI secolo.

Il Museo di Piccardia (in francese Musée de Picardie) è il principale museo di Amiens e della Piccardia, in Francia. Si trova in 48, rue de la République ad Amiens. Le sue collezioni si estendono dalla preistoria al XIX secolo.

## Storia
Il museo venne fondato come Musée Napoléon nel 1802 (anno del Trattato di Amiens). Tuttavia, l'edificio del museo è stato successivamente costruito appositamente come museo regionale (uno dei primi edifici di questo tipo in Francia) tra il 1855 e il 1867. L'edificio in stile Secondo Impero venne progettato dagli architetti Henri Parent e Arthur-Stanislas Diet. Fu costruito grazie all'azione della Société des Antiquaires de Picardie, desiderosa di dare alla città un luogo dove ospitare le collezioni che la società aveva raccolto nel corso dei decenni. Prototipo per altri musei regionali francesi, è stato il primo edificio francese costruito esclusivamente per la conservazione e l'esposizione di opere d'arte.

## Collezioni

### Archeologia
Ospitato nel seminterrato:
- Grecia antica
- Antico Egitto, con circa 400 oggetti (di cui 257 in mostra), provenienti principalmente dalla collezione del pittore Albert Maignan e da collezioni nazionali
- Archeologia della Piccardia

### Medievale
Dal XII al XVI secolo, i cui pezzi principali sono i Puys d'Amiens, capolavori dell'arte gotica provenienti dalla Cattedrale di Amiens.

### Belle arti
Pittori francesi e stranieri dal XVII al XX secolo:
- Francis Bacon
- François Boucher
- Jean-Baptiste-Siméon Chardin
- Jean-Baptiste Camille Corot
- Gustave Courbet
- Jacob Gerritsz Cuyp
- Philippe de Champaigne
- Jusepe de Ribera
- Jean-Honoré Fragonard
- Luca Giordano
- El Greco
- Francesco Guardi
- Frans Hals
- Eugène Lepoittevin
- Jacob Jordaens
- Joan Miró
- Francis Picabia
- Pablo Picasso
- Maurice Quentin de La Tour
- Alfred Georges Regner, pittore e incisore
- Andrea Schiavone
- Hyacinthe Rigaud
- Hubert Robert
- Giambattista Tiepolo
- Rogier van der Weyden
- Jan van Goyen
- Alvise Vivarini
- Simon Vouet
- Édouard Vuillard

Pierre Puvis de Chavannes dipinse affreschi monumentali sullo scalone principale del museo e sulle gallerie del primo piano, compresi i due grandi affreschi simbolici Pace e guerra (1861) e Lavoro e riposo (1863).

## Musée de l'Hôtel de Berny
Situato vicino alla Cattedrale di Amiens, l'Hôtel de Berny è una dépendance del Musée de Picardie.